# سبايدر-مان: بعيدا عن الوطن
الرجل العنكبوت: بعيدا عن الوطن (بالإنجليزية: Spider-Man: Far From Home) هو فيلم أبطال خارقين أمريكي صدر عام 2019، مقتبس من شخصية سبايدرمان من قصص مارفل المصورة، من إنتاج كولومبيا بيكتشرز ومارفل ستوديوز، وتوزيع سوني بيكتشرز ريليسينغ. وهو تكملة لفيلم سبايدرمان: العودة للوطن (2017)، والفيلم الثالث والعشرون في عالم مارفل السينمائي. أخرج الفيلم جون واتس، وكتبه كريس ماكينا وإريك سومرز، ويشارك في بطولته توم هولاند بدور بيتر باركر/سبايدرمان، إلى جانب صامويل إل جاكسون، وزندايا، وكوبي سمولدرز، وجون فافرو، وجاي بي سموف، وجاكوب باتالون، ومارتن ستار، وتوني ريفولوري، وماريسا تومي، وجيك جيلينهال. في الفيلم، يُجنّد باركر من قِبل نيك فيوري (جاكسون) وميستيريو (جيلينهال) لمواجهة عناصر الطبيعة أثناء رحلة مدرسية إلى أوروبا.
بدأت مناقشات إنتاج جزء ثانٍ لفيلم سبايدرمان: العودة للوطن في أكتوبر 2016، وتم تأكيد المشروع لاحقًا في ذلك العام. وكان من المقرر عودة هولاند وواتس والكتاب بنهاية عام 2017. وفي عام 2018، انضم جاكسون وجيلينهال إلى فريق التمثيل بدوري فيوري وميستيريو على التوالي. وكشف هولاند عن عنوان الجزء الثاني قبل بدء التصوير، الذي بدأ في يوليو من ذلك العام، وجرى تصويره في إنجلترا وجمهورية التشيك وإيطاليا ومنطقة نيويورك الحضرية. وانتهى الإنتاج في أكتوبر 2018. وتُعد الحملة التسويقية واحدة من أغلى الحملات التسويقية على الإطلاق، وقد سعت لتجنب الكشف عن أي حرق لأحداث فيلم المنتقمون: نهاية اللعبة قبل إصداره في أبريل 2019.
عُرض فيلم "سبايدرمان: بعيدا عن الوطن" لأول مرة في مسرح TCL الصيني في هوليوود، لوس أنجلوس، في 26 يونيو 2019، وعُرض في دور العرض بالولايات المتحدة في 2 يوليو، باعتباره الفيلم الأخير في المرحلة الثالثة من عالم مارفل السينمائي. حظي الفيلم بمراجعات إيجابية، أشادت بروح الدعابة فيه، ومشاهد الحركة، والمؤثرات البصرية، وأداء هولاند وجيلينهال. وحقق إيرادات تجاوزت 1.1 مليار دولار عالميًا، ما جعله أول فيلم من سلسلة سبايدرمان يتجاوز حاجز المليار دولار، ورابع أعلى فيلم إيرادات عام 2019، كما أصبح الفيلم الأعلى إيرادات لشركة سوني بيكتشرز، والرابع والعشرين على الإطلاق. صدر الجزء الثالث، سبايدرمان: لا طريق للوطن، في ديسمبر 2021.

## القصة
في إكستينكو، المكسيك، يحقق نيك فيوري وماريا هيل في عاصفة غير طبيعية ويواجهان كائنًا من عناصر الأرض. يصل كوينتين بيك، وهو شخص خارق القوى، ويهزم الكائن. يجنده فيوري وهيل لاحقًا. في مدينة نيويورك، تُكمل مدرسة ميدتاون للعلوم والتكنولوجيا عامها الدراسي، الذي أُعيد افتتاحه لاستيعاب الطلاب الذين تفككوا قبل خمس سنوات بسبب أفعال ثانوس؛ وقد عادوا إلى الظهور دون أن يشيخوا، بفضل أفعال المنتقمون. تنظم المدرسة رحلة صيفية لمدة أسبوعين إلى أوروبا، حيث يخطط بيتر باركر - الذي لا يزال في حداد على وفاة معلمه توني ستارك - للكشف لزميلته في الصف إم جيه عن انجذابه لها. يُخبر هابي هوجان باركر أن فيوري ينوي الاتصال به، لكن باركر يتجاهل مكالمة فيوري الهاتفية.
يسافر باركر وزملاؤه إلى البندقية، إيطاليا، حيث يهاجم كائن عنصر الماء. بينما يساعد باركر في حماية زملائه، يصل بيك ويهزم الكائن. يلتقي فيوري بباركر ويعطيه نظارات ستارك. تُمكّنه هذه النظارات من التواصل مع الذكاء الاصطناعي "إيديث" والتحكم به، والذي يمتلك وصولاً إلى قواعد بيانات صناعات ستارك ويدير مخزونًا كبيرًا من الأسلحة المدارية. يدّعي بيك أنه دخل من واقع بديل داخل الكون المتعدد، حيث قتلت العناصر الأربعة عائلته ودمرت حضارته. مع بقاء عنصر النار فقط لتدميره، يتوقع بيك أنه سيهاجم براغ، جمهورية التشيك. يرفض باركر دعوة فيوري للانضمام إلى القتال ويعود إلى رحلته الدراسية، لكن فيوري يُغيّر مسار الفصل سرًا لتحويل الطلاب إلى براغ.
يُجبر باركر على مساعدة بيك في قتال عنصر النار لحماية أصدقائه مرة أخرى. ينجح بيك في تدمير المخلوق بمساعدة باركر. يدعو فيوري وهيل باركر وبيك إلى برلين، ألمانيا، لمناقشة تشكيل فريق أبطال خارقين جديد، لكن باركر يقرر أن يذهب بيك بمفرده ويسلمه قيادة "إيديث". بمجرد مغادرة باركر، يحتفل بيك مع موظفي شركة ستارك إندستريز السابقين، الذين كان يعمل معهم متنكرًا في هيئة بطل خارق. بيك، الذي طُرد من منصبه كأخصائي أوهام ثلاثية الأبعاد لستارك بسبب طبيعته غير المستقرة، يستخدم أجهزة عرض متطورة لمحاكاة قواه وقوى العناصر. يخطط لاستخدام طائرات إديث المدارية المسلحة لزيادة نطاق أوهامه وإثبات نفسه كبطل من مستوى المنتقمين بطريقة احتيالية.
بعد أن أخبرت إم جيه باركر أنها تعرف أنه سبايدرمان، اكتشفا أن قطعة الحطام التي استعادتها أثناء المعركة مع عنصر النار هي جهاز عرض، وأدرك الاثنان خدعة بيك. يسافر باركر إلى برلين لتحذير فيوري، لكن بيك خدعه بوهم متقن، وكشف عن أسماء أصدقائه الذين يعرفون خطة بيك قبل أن يصدمه قطار. لا يعلم بيك أن باركر، على الرغم من إصابته، قد نجا. في هولندا، يتصل باركر بهوجان، الذي يطير به إلى لندن، إنجلترا، حيث زملاؤه في الفصل. يستخدم بيك إيديث لتنظيم اندماج جميع العناصر. ينوي قتل أصدقاء باركر خلال الهجوم المُدبّر، إذ يخشى بيك أن يكشفوه بمعرفتهم. يُعطّل باركر الأوهام، فيهاجمه بيك الغاضب بطائرات بدون طيار. يستعيد باركر السيطرة على إيديث ويهزم بيك، الذي يُصاب برصاصة خاطئة من إحدى الطائرات. قبل وفاته، يطلب بيك من أحد مساعديه استعادة البيانات من الطائرات. بعد عودته إلى مدينة نيويورك، يبدأ باركر علاقة مع ميشيل.
في مشهد في منتصف شارة النهاية، يبثّ جيه جونا جيمسون من موقع "ذا دايلي بوغل" لقطات مُعدّلة لحادثة لندن، حيث يُورّط بيك سبايدرمان في هجوم الطائرة بدون طيار ووفاته قبل أن يكشف هويته السرية للعالم، مما يُثير صدمة باركر. في مشهد ما بعد الاعتمادات، تم الكشف عن أن فيوري وهيل هما السكرولز تالوس وسورين متنكرين، بناء على أوامر من فيوري الحقيقي أثناء وجوده في الفضاء يقود مجموعة من سكرولز.

## الطاقم
- توم هولاند في دور بيتر باركر / الرجل العنكبوت: المراهق الذي أصبحت لديه قدرات مثل العنكبوت بعد التعرض للعض من قبل عنكبوت معدلة وراثيا.[2]
- زيندايا في دور ميشيل جونز: زميلة باركر في المدرسة.[3]
- ماريسا تومي في دور ماي باركر: عمة بيتر .
- جيك جيلنهال في دور كوينتن بيك / ميستيريو.
- كوبي سمولدرز في دور ماريا هيل.[4]
- صامويل جاكسون في دور نيك فيوري.
- جيكوب باتالون في دور نيد.

## شباك التذاكر
حقق فيلم "سبايدرمان: بعيدا عن الوطن" إيرادات بلغت 391.3 مليون دولار في الولايات المتحدة وكندا، و741.3 مليون دولار في مناطق أخرى، ليصل إجمالي إيراداته العالمية إلى 1.132 مليار دولار. وكان رابع أعلى فيلم تحقيقًا للإيرادات في عام 2019 والفيلم الرابع والعشرون من حيث أعلى الإيرادات على الإطلاق. في 18 أغسطس 2019، تجاوز الفيلم فيلم سقوط السماء (2012) ليصبح أعلى فيلم تحقيقًا للإيرادات لشركة سوني بيكتشرز عالميًا. كان فيلم "سبايدرمان: بعيدا عن الوطن" أول فيلم لسبايدرمان يحقق أكثر من مليار دولار. حسب موقع دادلاين هوليوود صافي ربح الفيلم بمبلغ 339 مليون دولار، مع الأخذ في الاعتبار ميزانيات الإنتاج والتسويق ومشاركة المواهب والتكاليف الأخرى؛ ووضعته إيرادات شباك التذاكر وإيرادات الوسائط المحلية في المرتبة السابعة على قائمتهم "لأكثر الأفلام نجاحًا" لعام 2019.
قبل ثلاثة أسابيع من إصداره المحلي، توقع أن يحقق الفيلم إيرادات تبلغ حوالي 170 مليون دولار خلال فترة افتتاحه التي استمرت ستة أيام. حقق فيلم "سبايدرمان: بعيدا عن الوطن" رقمًا قياسيًا في افتتاح يوم الثلاثاء بلغ 39.3 مليون دولار، بما في ذلك ما يقدر بنحو 2.8-3 مليون دولار من معاينات منتصف الليل في حوالي 1000 مسرح. ثم حقق 27 مليون دولار في يومه الثاني، وهو أفضل إجمالي إيرادات يوم أربعاء على الإطلاق لفيلم من عالم مارفل السينمائي، و25.1 مليون دولار في الرابع من يوليو، وهو ثاني أعلى إجمالي على الإطلاق للعطلة بعد فيلم المتحولون (29 مليون دولار في عام 2007). حقق الفيلم 92.6 مليون دولار في عطلة نهاية الأسبوع الافتتاحية، وإجمالي 185.1 مليون دولار على مدار ستة أيام، متجاوزًا 180 مليون دولار حققها فيلم سبايرمان 2 خلال افتتاحه الذي استمر ستة أيام في 4 يوليو عام 2004؛ وكان الفيلم رقم واحد في عطلة نهاية الأسبوع.

## الاستقبال النقدي
أفاد موقع تجميع المراجعات "روتن توميتوز" بنسبة موافقة بلغت 90%، بمتوسط تقييم 7.4/10، بناءً على 459 مراجعة. وجاء إجماع نقاد الموقع على أن "فيلم "سبايدرمان: بعيدا عن الوطن"، مزيجٌ متقلبٌ بين رومانسية المراهقين وحركة الأبطال الخارقين، يُمهّد الطريقَ بأناقةٍ لعصرٍ جديدٍ من عالم مارفل السينمائي". أما موقع ميتاكريتيك، الذي يستخدم متوسطًا مرجحًا، فقد منح الفيلم 69 من 100 بناءً على مراجعات 55 ناقدًا، ما يشير إلى "مراجعاتٍ إيجابيةٍ بشكل عام". وقد منح الجمهور الذي استطلعت آراءه سينما سكور الفيلم متوسط تقييم "A" على مقياس من A+ إلى F، بينما منحه موقع بوست تراك نسبة 76% "موصى به بشدة".

## وصلات خارجية
- مقالات تستعمل روابط فنية بلا صلة مع ويكي بيانات

لا توجد روابط لمواقع التواصل الاجتماعي.